# Hornung Ágnes
Hornung Ágnes (Budapest, 1980 – ) magyar jogász, politikus, államtitkár, országgyűlési képviselő.

## Életpályája
2003-ban a Pázmány Péter Katolikus Egyetem Jogi és Államtudomány Karán végzett jogászként. 2015 és 2018 között a Pénzügyminisztérium pénzügyekért felelős államtitkára. 2022-től a Kulturális és Innovációs Minisztérium családokért felelős államtitkára. Turi-Kovács Béla halála után országgyűlési képviselő.